# پرچم ایندیانا
پرچم ایندیانا در ۳۱ مه ۱۹۱۷ پذیرفته شد.